# 7017 Uradowan
7017 Uradowan este un asteroid din centura principală de asteroizi.

## Descriere
7017 Uradowan este un asteroid din centura principală de asteroizi. A fost descoperit pe 1 februarie 1992 la Geisei de Tsutomu Seki. El prezintă o orbită caracterizată de o semiaxă mare de 2,43 ua, o excentricitate de 0,12 și o înclinație de 7,3° în raport cu ecliptica.